# I. Szvatopluk morva fejedelem
I. (Szépszemű) Szvatopluk (nevének jelentése: szent ezred=Szvatopluk) (830? – 894) a Mojmír-házból származó nyitrai részfejedelem, ezek után 870 és 894 között morva fejedelem. Regnálása alatt volt a legnagyobb a Morva Fejedelemség területe. Uralkodásának és a morvák térségbeli hegemóniájának többek között a magyarok honfoglalása vetett véget.

## Élete
869-ben Német Lajos fia, Vastag Károly sereggel ment a frankokhoz hűtlen Rasztiszláv ellen, hogy helyette unokaöccsét, I. Szvatopluk nyitrai részfejedelmet segítse a trónra, de nem tudta bevenni a várát. Szvatopluk azonban így is uralkodni kezdett 870-től Karlmann védnöksége alatt. Rasztiszláv végül foglyul esett, megvakították és kolostorba zárták. 
871-ben már Szvatoplukot is hűtlenséggel vádolták, Karlmann be is börtönözte. Közben Metód is visszatért a morvákhoz téríteni, ekkor már mint Sirmium (Alsó-Pannonia) püspöke, de a salzburgiak elfogták, zsinat elé állították és bebörtönözték. A morvák ekkor Szlavomírt választották fejedelemnek, aki azonnal harcba szállt Karlmann gondnokaival, Engilsalk és Wilhelm gróffal. Karlmann erre elengedte Szvatoplukot, hogy támogassa a grófokat, ő azonban Szlavomír oldalára állt, a két gróf pedig elesett a Rasztiszláv régi vára melletti csatában. 872-ben maga Német Lajos király is részt vett fiával, Karlmannal egy támadásban, de kudarcot vallottak. 
Végül a pápa közvetítésével megkötött forchheimi békeszerződés 874 zárta le a konfliktust és 881-ig tartó békeidőszak következett. Metódot szabadon engedték, a morvák elismerték a Szentszék igényeit, Szvatopluk pedig hűséget és adófizetést ígért a frankoknak. Ekkor néhány békés év következett, amikor Szvatopluk lett Karlmann törvénytelen fia Arnulf törvénytelen fiának, Zwentiboldnak a keresztapja.  Ezalatt a bajor egyház befolyása ismét megerősödött Morvaországban, Metódot megint egyre több támadás érte szerzetesi szigorúsága és amiatt, hogy ekkor már a pápa korlátozásai ellenére is kitartott a szláv liturgia mellett. Szvatopluk is elbizonytalanodott, mivel a Szentszék támogatását semmiképpen sem akarta elveszíteni. Követséget menesztett Rómába az ügyben, majd a pápa Rómába rendelte Metódot. Ott azonban Metódot felmentették az eretnekség vádja alól és újra teljes támogatásáról biztosította a Szentszék, így a pápa nem utódjának, hanem csak nyitrai püspöknek szentelte fel 880-ban a sváb Wiching presbitert. A pápa arra is felkérte Szvatoplukot, hogy Metóddal együtt alapítson egy második püspökséget és küldjön Rómába egy diakónust vagy presbitert, hogy felszentelhesse. Erre azonban nem került végül sor, Morvaországban a nyitrai maradt az egyetlen püspökség. Valószínűleg ekkoriban alapították a nyitrai székesegyházzal szemben a Zobor-hegyen a Szent Hyppolit-apátságot.  Metód felkarolásában szerepet játszott, hogy Konstantinápolyban Ignatiosz pátriárka halála után 877-ben ismét Fótiosz lett a pátriárka, akivel V. Miklós pápa korábban már kölcsönösen kiátkozták egymást, de aki annak előtte Metód és testvére fő pártfogója volt. Most Phótiosz VIII. János pápa elismerését kérte, közben sejtetni engedte, hogy hajlandó lenne a bolgár egyházat átengedni Rómának. A pápa hajlott a kérésre, mivel közben az arabok nyomása különösen megnőtt Itáliára. Követeket küldött a 879–880-as konstantinápolyi zsinatra, elismerte a pátriárkát, a bolgár egyház végül mégis maradt Konstantinápoly kezén. 
881-ben a magyarok és a kabarok Szvatopluk morva fejedelem szövetségeseként Bécs alatt harcoltak a keleti frankok ellen. 
882-re felnőttek Engilsalk és Wilhelm gróf fiai és Arnulf szolgálatába álltak. Bolgár fegyveresekkel Szvatoplukra támadtak, hogy megbosszulják apjuk halálát. Szvatopluk kérte Arnulfot, hogy ne támogassa őket, Arnulf azonban elutasította Szvatoplukot, aki 883-ban Arnulf birtokait, 884-ben pedig a Rábától keletre eső területeket pusztította. Végül Tulln mellett, a Mons comianuson, Vastag Károly császár jelenlétében kötöttek békét, ahol Szvatopluk megerősítette hűségesküjét. 
885-ben meghalt Szent Metód, akinek Gorazd lett az utóda. Nem volt azonban olyan tehetséges, mint mestere, nem tudta felvenni a versenyt Wiching nyitrai püspökkel, az új, V. István pápa pedig visszavonta a szláv liturgia engedélyét, ezért Metód tanítványainak szerb és bolgár területre kellett menekülniük.  A pápa sem Gorazdot, sem Wichinget nem emelte érseki rangra, így Metód halálával megszűnt a pannon–morva térítő érsekség. 
A Fuldai évkönyv szerint 892-ben Szvatopluk megtagadta az Arnulffal kötött béke megújítását, nem volt hajlandó a szokott módon a király elé járulni, ezért a 892-ben tartott birodalmi gyűlés – ahol Kurszán (Cusal) követei is részt vettek – Szvatoplukot az állam ellenségének nyilvánította. Arnulf Braszlavval és a magyarokkal Szvatoplukra támadt. Aventinus szerint a magyarok ekkor a Garamig katonailag megszállták a Kárpát-medence északi részét.  A támadás mindazonáltal nem volt túl sikeres, de Szvatopluk békét ajánlott. Arnulf ekkor követeket küldött a bolgárokhoz, hogy ne adjanak sót Szvatopluknak. Engilsalk és Wilhelm fiai 893-ban meghaltak a harcban – amit valószínűleg megint ők kezdtek – testvérükkel, Ruperttel és sok hívükkel együtt. 893-ban a sváb Wiching nyitrai püspöknek, aki Metód halála óta a morva egyházi ügyeket vezette, a bajor–morva harcok miatt távoznia kellett Morvaországból.  Wiching Arnulf kancellárja lett.
894-ben meghalt Szvatopluk, utódai fiai, II. Mojmír és II. Szvatopluk lettek. 

## Szvatopluk és a kereszténység
VIII. János pápa 880-ban kiadta számára az „Industriae tuae” privilégiumot, 885-ben V. István pápa pedig megerősítette a morva fejedelem függetlenségét, akit iratában rex Sclavorum Svatopluknak nevezett.

## Család
Szvatopluknak három gyermeke született:
- II. Mojmír
- II. Szvatopluk
- Predszlav

## Emléke, jelentősége

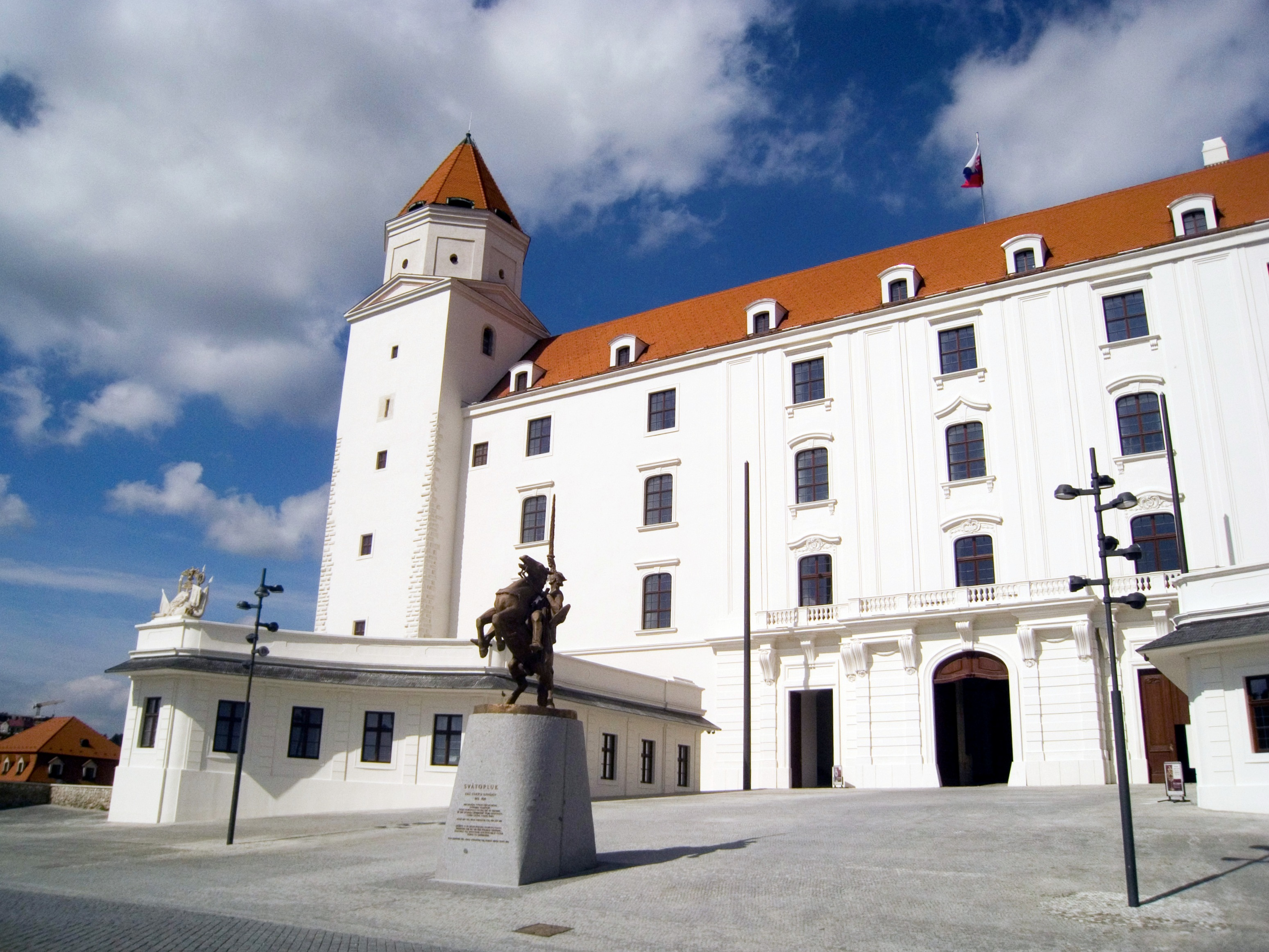
I. Szvatopluk szobra Pozsonyban

Szvatopluk holttestét a hagyomány szerint a zobori kolostorban helyezték végső nyugalomra, onnan Velegrádba szállították maradványait.
Szvatoplukot változatosan ítéli meg az utókor. Egyes források Szvatopluk hűtlenségét és más népekkel szembeni ellenségességét említik, mások (Regino prümi apát) a „morva király” kiváló intelligenciáját dicsérik. VII. Konstantin bizánci császár bátor és rettegett uralkodónak nevezi a fejedelmet. A pápaság szemében pozitív motívum volt Szvatopluk tevékenysége a kereszténység érdekében. J. Turmair (Aventinus) írásaiban a Magnus (nagy) jelzővel illeti a fejedelmet.
Szvatopluk a közép-európai szláv történelem talán legnagyobb alakja, személyének és uralmának minden bizonytalansága ellenére. Nevéhez meseszerű legendák is köthetőek. A fehér ló mondájában tőle vették meg csellel a tulajdonában lévő birtokot. A magyar sereg elől menekülve lova megbolondult és a folyóba ugratott.
2010-ben a pozsonyi vár kapuja előtt nagyrészt politikai „adományokból” lovasszobrot állíttattak, melyen az „ószlovákok királya” felirat volt olvasható. Mindkét kifejezés és maga a művészi kivitel is számos bírálatot kapott, a szélsőjobboldali szervezetek, illetve az akkori Robert Fico vezette kormánypártok azonban kiálltak mellette. Az ’ószlovákok’ terminust a honfoglalók mintájára próbálják megalkotni a ’szlávok’ gyűjtőfogalma helyett, kihangsúlyozva ezzel, hogy a szlovákok őseiről van szó. A király megjelölés pedig, bár kétségtelen, hogy a korabeli forrásokban szerepelnek rex és regnum formában (nem csak) morva fejedelmek (dux), illetve területek esetében, ezek mégsem értelmezhetőek a korabeli magasabb rangú uralkodói értelemben. A szavak ezen hasonló értelmezésének figyelmen kívül hagyásával többek között értelmetlenné válna a cseh, lengyel és magyar uralkodók azon igyekezete hogy koronát szerezzenek.